# Clinòmac
Clinòmac  (grec antic: Κλεινόμαχος, llatí: Cleinomachus) fou un filòsof megàric nadiu de Túrios.
Diògenes Laerci diu que va ser el primer a compondre tractats sobre els principis fonamentals de la dialèctica (περὶ ἀξιωμάτων καὶ κατηγορημάτων). Segons la Suïda, una enciclopèdia romana d'Orient del segle x, Pirró d'Elis, que va florir cap a l'any 330 aC, va ser alumne de Brisó d'Acaia, i Brisó ho va ser d'aquest Clinòmac. Es pot fixar l'època de Clinòmac cap a l'inici del segle iv aC.